# Bandobena apicalis
Bandobena apicalis är en fjärilsart som beskrevs av Walker 1864. Bandobena apicalis ingår i släktet Bandobena och familjen mätare. Inga underarter finns listade i Catalogue of Life.